# ریتا ساوانیونه
ریتا ساوانیونه (ایتالیایی: Rita Savagnone؛ زادهٔ ۱۹ سپتامبر ۱۹۳۹) بازیگر، صداپیشه و مدیر دوبلاژ اهل ایتالیا است.
از فیلم‌ها یا مجموعه‌های تلویزیونی که وی در آن‌ها نقش داشته‌است، می‌توان به ننه اشاره نمود.